# Sharon Zukin
Sharon Zukin (* in Philadelphia, Pennsylvania) ist eine US-amerikanische Soziologin und Hochschullehrerin.
1972 wurde sie an der  Columbia-Universität promoviert. Von 1996 bis 2008 war sie Soziologieprofessorin am Brooklyn College. Sie lehrte am Graduate Center der City University of New York, welche sich auf modernes Stadtleben spezialisiert hat. Seit 2010 ist sie Gastprofessorin an der Universität von Amsterdam.
Sie schreibt über Kultur und Immobilienwesen in New York City und hat sich ebenso mit Konsumgesellschaft und Kultur, der neuen Wirtschaftsordnung in den Vereinigten Staaten und Frankreich und dem Sozialismus im ehemaligen Jugoslawien befasst. Ihre Bücher Loft Living, The Cultures of Cities und Naked City beschreiben die neuerliche Umgestaltung der Stadt durch Deindustrialisierung, Gentrifizierung und Migrationsbewegungen, sowie das Aufkommen der auf kultureller Produktion und Konsum basierenden symbolischen Wirtschaft.
Zukin erhielt den C. Wright-Mills-Preis von der „Gesellschaft für das Studium sozialer Probleme“ (Society for the Study of Social Problems) für Landscapes of Power und den Robert-and-Helen-Lynd-Preis für ihr Lebenswerk in der Stadtsoziologie der „Gemeinde- und Stadtsoziologiesektion der amerikanischen soziologischen Gesellschaft“ (American Sociological Association).